# Fossa infratemporale
La fossa infratemporale conosciuta anche come fossa zigomatica è quello spazio posto nella parete laterale della faccia, posteriormente alla mascella e situato inferiormente e medialmente all'arcata zigomatica, omologo alla fossa (o finestra) subtemporale degli altri vertebrati. Appare come la diretta continuazione verso il basso della fossa temporale.

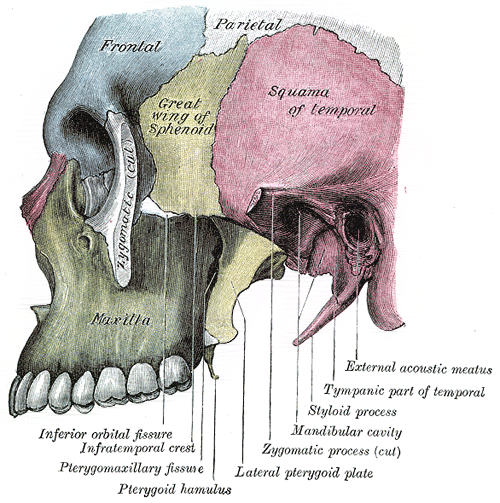
Visione della fossa infratemporale

## Limiti
In alto è delimitata dalla grande ala dello sfenoide, posta lateralmente al processo pterigoideo, e dalla fossa temporale da cui è delimitata idealmente dalla cresta infratemporale dell'osso sfenoide. Lateralmente dal ramo della mandibola, medialmente dalla lamina laterale del processo pterigoideo, anteroinferiormente dalla tuberosità mascellare e anterosuperiormente dalla fessura orbitaria inferiore. Posteriormente e inferiormente non vi sono pareti ossee ma la parotide e le strutture del collo.

## Comunicazioni
La fossa infratemporale comunica con:
- La fossa cranica media mediante i fori ovale e spinoso
- La cavità orbitaria tramite la fissura orbitaria inferiore
- La Fossa pterigopalatina tramite la fessura pterigomascellare

## Contenuto
- Muscoli pterigoidei
- Ramo mandibolare del nervo trigemino
- L'arteria mascellare
- Il Plesso venoso pterigoideo
- La fossa pterigomandibolare
- Nervo Buccale
- Nervo alveolare inferiore e nervo alveolare superiore posteriore
- Nervo auricolotemporale
- Nervo linguale
- Arteria masseterina
- Arteria miloioidea
- Ganglio Otico

## Regioni e strutture adiacenti
- Articolazione temporo-mandibolare
- La regione masseterina
- La fossa pterigopalatina con la fessura pterigomascellare
- La regione parotidea
- La regione temporale

## Vasi
- Arteria mascellare e i suoi rami
- Plesso venoso pterigoideo

## Nervi
La componente nervosa è costituita essenzialmente dalla branca mandibolare del trigemino (con fibre somatiche motrici e sensitive), che entra nella regione attraverso il foro ovale e dal ganglio otico.